# Ijon Tichý
Ijon Tichý (v polštině Ijon Tichy) je hlavní postava z některých knih polského spisovatele Stanisława Lema. Poloha knih, v nichž vystupuje většinou jako vypravěč, je obvykle ironická a humorná, ale rozebírá z různých úhlů (zejména satirického) soudobou civilizaci a její trendy.
Jménem postavy byla pojmenována planetka 343000 Ijontichy objevená 29. ledna 2009.

## Knihy, v nichž vystupuje Ijon Tichý
- Sezam (Naše vojsko 1957, (slovensky) Mladé letá 1960)
- Vzpomínky Ijona Tichého (Mladá fronta 1964)
- Zachraňme vesmír (Mladá fronta 1966)
- Futurologický kongres (Svoboda 1977)
- Mír na Zemi (Mladá fronta 1989)
- Hvězdné deníky (Baronet 1999)
- Hvězdné deníky II. (Baronet 2000)
- Wizja lokalna (kniha nevyšla česky)

## Seriály
- Ijon Tichy: Raumpilot – německý seriál poprvé vysílaný v roce 2007 s Oliverem Jahnem v hlavní roli

## Přehled cest Ijona Tichého
- 7. cesta - časové víry - česky v knize Hvězdné deníky (1999)
- 8. cesta - delegát Země v organizaci spojených planet - česky v knize Futurologický kongres (1977), Hvězdné deníky (1999)
- 11. cesta - Napokálie - česky v knize Hvězdné deníky (1999)
- 12. cesta - Amauropie - česky v knize Hvězdné deníky (1999)
- 13. cesta - Pinta a Panta - česky v knize Hvězdné deníky (1999)
- 14. cesta - Enteropie - česky v knize Hvězdné deníky (1999)
- 18. cesta - stvoření vesmíru - česky v knize Futurologický kongres (1977)
- 20. cesta - napravování dějin - česky v knize Futurologický kongres (1977)
- 21. cesta - Dichtonie - česky v knize Futurologický kongres (1977)
- 22. cesta - hledání kapesního nože a strasti misionářů - česky v knize Hvězdné deníky (1999)
- 23. cesta - Bžutové - česky v knize Hvězdné deníky (1999)
- 23. cesta - planeta Indiotů - česky v knize Hvězdné deníky (1999)
- 24. cesta - kaleidoskopické putování za profesorem Tarantogou
- 28. cesta - rodokmen - česky v knize Futurologický kongres (1977), Hvězdné deníky (1999)